# Waldsee Biehain
Der Waldsee Biehain, auch Waldsee Horka genannt, ist ein zum Erholungsgebiet Biehainer Seen gehörender Badesee mit Freizeitangebot.
Der Waldsee befindet sich in der sächsischen Oberlausitz, bei Horka, unweit der kleinen Ortschaft Biehain. Direkt am See liegt ein saisonal geöffneter Campingplatz. Die Seen dieses Gebietes entstanden hauptsächlich durch das Fluten ehemaliger Tonabbaugruben. 